# Мартыново (Башкортостан)
Мартыново (баш. Мартынов) — деревня в Белебеевском районе Республики Башкортостан Российской Федерации. Входит в состав Баженовского сельсовета. В 1952 году — центр Екатериновского сельсовета.

## География

### Географическое положение
Расстояние до:
- районного центра (Белебей): 17 км,
- центра сельсовета (Баженово): 4 км,
- ближайшей ж/д станции (Приютово): 13 км.

## Население
| 2002 | 2009 | 2010 |
| ---- | ---- | ---- |
| 35   | ↘24  | ↘21  |

Согласно переписи 2002 года, преобладающая национальность — русские (97 %).